# Gurban Gurbanov
Gurban Osman oglu Gurbanov (Zaqatala, Unión Soviética, 13 de abril de 1972) es un exfutbolista y entrenador azerbaiyano de fútbol que actualmente dirige al FK Qarabağ de la Liga Premier de Azerbaiyán.

## Trayectoria

### Como futbolista
Comenzó su carrera en el Energetik FK y desde entonces jugo para clubes como Mertskhali Ozurgeti, Daşqın Zaqatala, Alazani Gurjaani, Turan Tovuz, Neftchi Baku, Dinamo Stávropol, Baltika Kaliningrad, Fakel Vorónezh y Volgar Gazprom. El último club en el que jugó fue el Inter Bakú. 
En la temporada 1996-97 fue el máximo goleador de la Liga Premier de Azerbaiyán con 25 goles, lo hizo jugando para el Neftchi. En 2003 fue nombrado Jugador del Año de Azerbaiyán.

### Como entrenador
Tras finalizar su carrera como futbolista se convirtió en director deportivo del Keshla, Sin embargo en el verano de 2006 fue nombrado entrenador jefe del Neftchi Baku. Desde el comienzo de la temporada 2008/09 ha sido nombrado entrenador en jefe del FK Qarabağ en sustitución de Rasim Kara.
En 2010 se convirtió en el entrenador azerbaiyano más exitoso en las competiciones europeas con 16 victorias.
En mayo de 2014 guio al FK Qarabağ a su segundo título de liga azerbaiyano después de 21 años. En julio de 2014 se convirtió en el segundo entrenador azerbaiyano en alcanzar la fase de grupos de la Copa de Europa, ya que Qarabağ se clasificó para la fase de grupos de la UEFA Europa League 2014-15 venciendo al Twente y siendo el segundo equipo azerbaiyano en avanzar a esta etapa en competiciones europeas.
En 2017 el FK Qarabağ dirigido por Gurbanov, se convirtió en el primer equipo azerbaiyano en alcanzar la fase de grupos de la UEFA Champions League.
El 3 de noviembre de 2017 fue nombrado director de la selección nacional de fútbol de Azerbaiyán. Sin embargo un año después dimitió su contrato.

## Selección nacional
Su debut con la Selección de fútbol de Azerbaiyán fue el 17 de septiembre de 1992 y hasta enero de 2006 había marcado 14 goles en 68 partidos internacionales, siendo el récord goleador de la selección nacional.

## Palmarés

### Como futbolista

#### Turan Tovuz
- Premier League de Azerbaiyán: 1993-94

#### Neftchi Bakú
- Premier League de Azerbaiyán : 1996–97, 2003–04, 2004–05
- Copa de Azerbaiyán : 2003-04

### Distinciones individuales
- Futbolista azerbaiyano del año: 2003
- Máximo goleador de la Premier League de Azerbaiyán: 1996–97
- Selección de fútbol de Azerbaiyán: Mejor goleador con 14 goles.

### Como entrenador

#### Qarabağ
- Premier League de Azerbaiyán (7): 2013-14, 2014-15, 2015-16, 2016-17, 2017-18, 2018-19 y 2019-20.
- Copa de Azerbaiyán (4): 2008-09, 2014-15, 2015-16 y 2016-17.

#### Distinciones individuales
- Es el entrenador azerbaiyano más exitoso en competiciones europeas con un total de 35 victorias.

## Clubes

### Como futbolista
| Club                | País       | Año         |
| ------------------- | ---------- | ----------- |
| Energetik FC        | Azerbaiyán | 1988        |
| Mertskhali Ozurgeti | Georgia    | 1989        |
| Daşqın Zaqatala     | Azerbaiyán | 1990 - 1991 |
| Alazani Gurjaani    | Georgia    | 1991 - 1992 |
| Daşqın Zaqatala     | Azerbaiyán | 1992 - 1993 |
| Turan Tovuz         | Azerbaiyán | 1993 - 1995 |
| Kur Nur             | Azerbaiyán | 1995 - 1996 |
| Turan Tovuz         | Azerbaiyán | 1996        |
| Neftchi Baku        | Azerbaiyán | 1996 - 1998 |
| Dynamo Stavropol    | Rusia      | 1998        |
| Fakel Vorónezh      | Rusia      | 1999        |
| Baltika Kaliningrad | Rusia      | 1999        |
| Fakel Vorónezh      | Rusia      | 2000 - 2001 |
| Neftchi Baku        | Azerbaiyán | 2001 - 2002 |
| Fakel Vorónezh      | Rusia      | 2002        |
| Volgar-Gazprom      | Rusia      | 2003        |
| Neftchi Baku        | Azerbaiyán | 2003 - 2005 |
| Keshla FK           | Azerbaiyán | 2005 - 2006 |